# الدوري الليتواني لكرة اليد للسيدات
الدوري الليتواني لكرة اليد للسيدات (بالليتوانية: Lietuvos moterų rankinio lyga)‏ هو دوري لأندية كرة اليد للسيدات في ليتوانيا تأسس في 1990 تلعب فيه 9 فرق. يتم تنظيمه من قبل الاتحاد الليتواني لكرة اليد.

## وصلات خارجية
- الموقع الرسمي